# Taradell
Taradell è un comune spagnolo di 6 098 abitanti (2010) situato nella comunità autonoma della Catalogna.